# Comondú
Comondú  is een gemeente in de Mexicaanse deelstaat Baja California Sur. De hoofdplaats van Comondú is Ciudad Constitución. Comondú heeft een oppervlakte van 12.547 km² en telt 63.830 inwoners (census 2005).
Comondú · La Paz · Loreto · Los Cabos · Mulegé
- Library of Congress Control Number: n88244127
- Nationale Bibliotheek van Israël: 987007562509705171
- Virtual International Authority File: 159557781
- WorldCat: E39PBJfX7C93vdRmtvcbqrv8md